# ZingZillas
ZingZillas est une série télévisée d'animation en 52 épisodes de  22 minutes et la saison 2 en 11 minutes, produite par CBeebies. Aux États-Unis, la série est diffusée sur CBeebies. En France, la série a été diffusée sur France 5 dans Zouzous du 21 juin 2012 au 20 octobre 2012 et rediffusée sur France 4 dans l'émission Ludo en 2015.

## Synopsis
C'est l'histoire d'un groupe de musique qui est composée des personnages : Beng, Penzie, Tham et Zac, qui apprennent à chaque épisode des nouveaux instruments de musiques comme : le didgeridoo, la chorale... À chaque fin d'épisodes lorsque la quatrième noix de coco a sonné c'est l'heure du Bing Zing!